# 卡拉柯伊 (巴伊拉米奇)
卡拉柯伊(Karaköy)是一條位於土耳其恰納卡萊省巴伊拉米奇的村落。該村莊在1928年就出現在文獻中。该村距离恰纳卡莱市中心111公里。2020年該村莊有人口353人。